# Vennesla
Vennesla ist eine Kommune in Südnorwegen rund 17 km nördlich der Stadt Kristiansand in der Provinz Agder. Die namensgebende Ortschaft Vennesla ist Sitz der Gemeindeverwaltung und historisch gesehen eine kleine Industriestadt, Hauptarbeitgeber war die Papierindustrie.

## Geographie

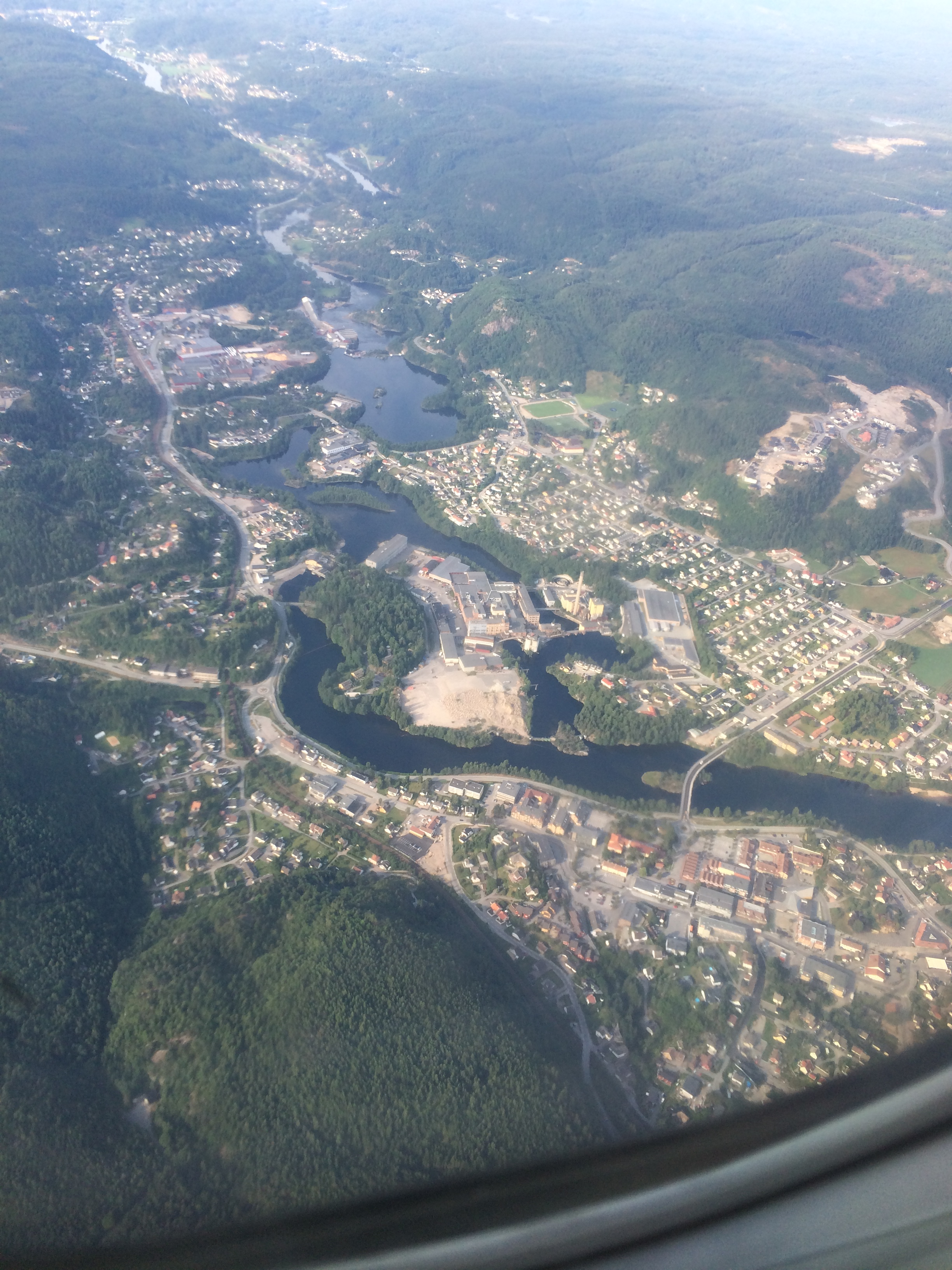
Blick auf Vennesla

Vennesla liegt knapp 20 km nördlich der Stadt Kristiansand auf dem Gebiet des ehemaligen Fylkes Vest-Agder und gehört seit der Regionalreform in Norwegen am 1. Januar 2020 zum neu geschaffenen Fylke Agder. Die Gemeinde grenzt an Evje og Hornnes im Norden, Iveland im Nordosten, Birkenes im Osten, Kristiansand im Süden und Westen sowie Lindesnes im Nordwesten. Während der Ostteil des Gemeindegebietes, im Tal der Otra rund um den Hauptort Vennesla, für norwegische Verhältnisse relativ dicht besiedelt ist, erstrecken sich im Westteil der Gemeinde, an den Grenzen zu Lindesnes und Kristiansand, ausgedehnte Wald- und Moorgebiete. Nur etwa drei Prozent der Gesamtfläche sind für den Ackerbau nutzbar, 79 Prozent sind von Wald bedeckt. Die höchste Erhebung ist der Oksla mit einer Höhe von 500,37 moh.
Auf dem Gemeindegebiet liegt eine ganze Reihe von größeren Seen, darunter im Westen u. a. Sandlandsvannet, Sandtveitvannet, Eikelandsvanet, Langevatn und Fiskvannet sowie im Osten der direkt am Hauptort gelegene Venneslafjorden, der von der Otra durchflossen wird. Ebenfalls gehören die westlichen bzw. in Fließrichtung der Otra rechten Teile von Kilefjorden, Gåseflåfjorden, Nomelandsdammen und Røyknesfjorden dazu, die nördlich und damit flussauf des Venneslafjordes liegen. Die Otra durchfließt, aus der Nachbarkommune Evje og Hornes kommend, das Gemeindegebiet grob von Nord nach Süd und mündet schließlich bei Kristiansand ins Meer. Die Gesamtfläche der Kommune beträgt 384,47 km², wobei Binnengewässer zusammen 22,41 km² ausmachen.

## Einwohner
Die Zahl der Einwohner stieg nach dem Ende des Zweiten Weltkriegs kontinuierlich an. Zwischen 1946 und 2011 verdoppelte sich die Einwohnerzahl. Das Wachstum begründet sich dabei sowohl auf die Nähe zu Kristiansand sowie einer wachsenden Zahl an Arbeitsplätzen innerhalb der Kommune. In der Gemeinde liegen mehrere sogenannte Tettsteder, also mehrere Ansiedlungen, die für statistische Zwecke als eine städtische Siedlung gewertet werden. Vom Tettsted Vennesla werden 11.521 der insgesamt 13.968 Einwohner des Tettsteds zur Kommune Vennesla gerechnet. Die weiteren Tettsteder sind Skarpengland mit 580, Slettebrotane mit 435 und Hægeland mit 356 Einwohnern (Stand: 1. Januar 2024).
Die Einwohner der Kommune werden Venndøl genannt. Vennesla hat wie viele andere Kommunen der Provinz Agder weder Nynorsk noch Bokmål als offizielle Sprachform, sondern ist in dieser Frage neutral.
| Jahr          | 1986   | 1990   | 1995   | 2000   | 2005   | 2010   | 2015   | 2020   | 2025   |
| ------------- | ------ | ------ | ------ | ------ | ------ | ------ | ------ | ------ | ------ |
| Einwohnerzahl | 11.084 | 11.517 | 11.706 | 12.141 | 12.427 | 13.116 | 14.095 | 14.774 | 15.622 |

## Geschichte
Funde von ungefähr 5.000 Jahre alten Steinäxten belegen, dass sich bereits in der Steinzeit Menschen zumindest zeitweise im Tal der Otra aufhielten, um den reichen Fischbestand zu nutzen. Erste Spuren einer sesshaften Besiedlung sind ungefähr 2.000 Jahre alt.
Erst als am 15. Januar 1620 der Pfarrer Peder Claussøn die Nutzungsrechte am Wasserfall von Vikeland erwarb, begann mit der Einrichtung wasserkraftgetriebener Sägen die Industrialisierung.
1865 entstand die Gemeinde Vennesla durch Abtrennung von der früheren Gemeinde Øvrebø. Bei ihrer Gründung hatte sie 1012 Einwohner bei einer Fläche von 95 Quadratkilometern.
1873 wird die erste Papierfabrik (Otterelvens) gegründet, die in Konkurs geht. Sie bildet aber die Grundlage für die Hunsfos Fabrikker, die ab Gründung 1886 für 125 Jahre ein wirtschaftlicher Schwerpunkt der Gemeinde ist und mit zur Vervielfachung der Bevölkerung beiträgt, indem sie Arbeitskräfte auch aus dem Ausland anzieht.
1895 erwirbt der norwegische Staat für sein Unternehmeen Statkraft die Nutzungsrechte an seinem ersten Wasserfall, dem Paulenfoss in Vennesla. 1907 nimmt das Kraftwerk am Vigelandsfossen seinen Betrieb auf, ein Jahr später die Aluminiumhütte in Vikeland.
1964 kamen die Gemeinden Hægeland und Øvrebø (ohne das Gebiet des Tettstads Eikeland) dazu.

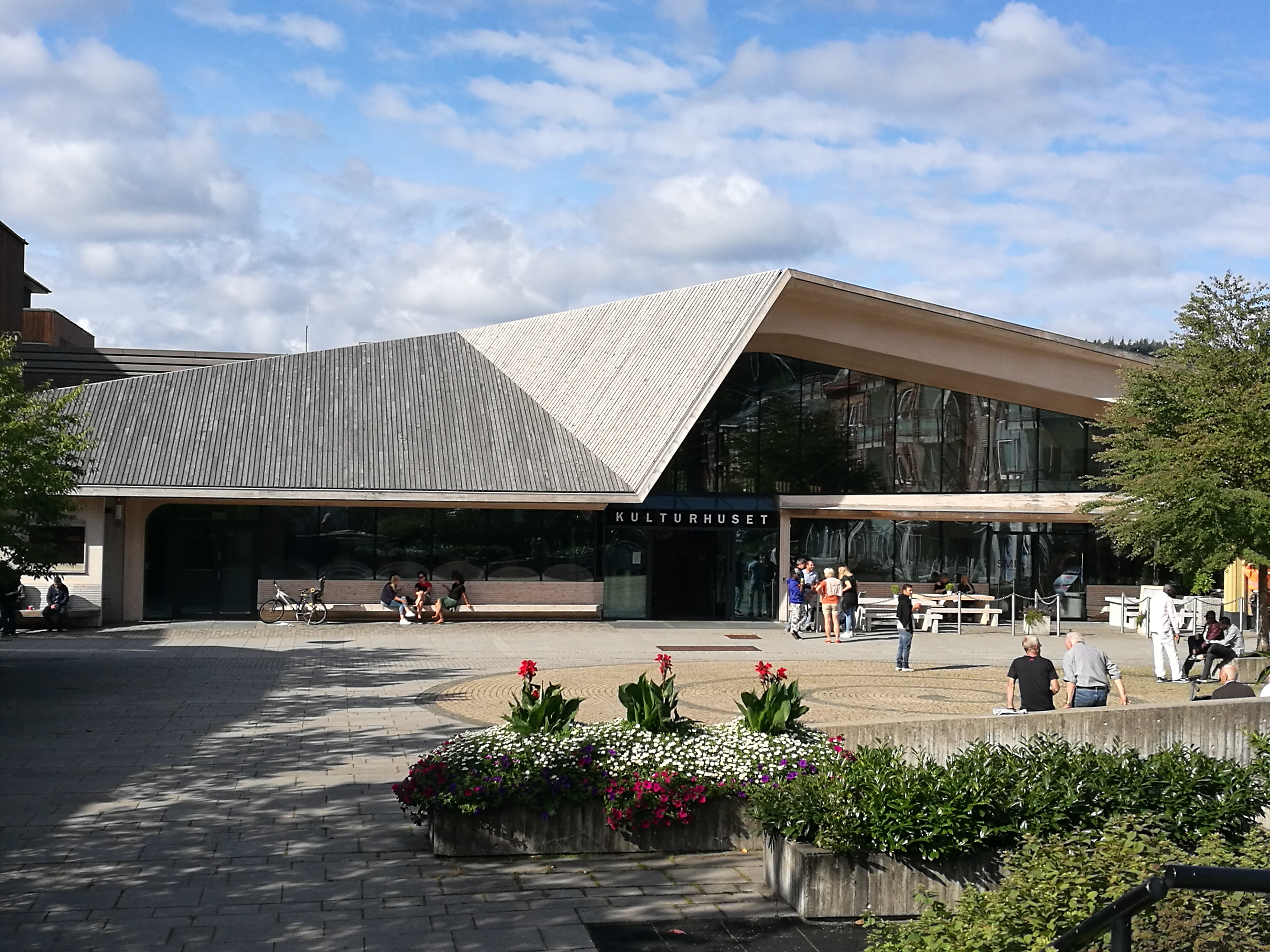
Außenansicht Kulturhaus

2011 feiert die Gemeinde ihr 150-jähriges Bestehen und eröffnet in diesem Zusammenhang das neue Kulturzentrum. Gleichzeitig schließt die Papierfabrik konkursbedingt ihre Tore.

## Wirtschaft und Infrastruktur

### Wirtschaft
Bis zum Konkurs 2011 war die Hunsfos fabrikker ein großer Arbeitgeber, das Gelände beherbergt heute als Businesspark die vierfache Zahl an Arbeitsplätzen. Die zur Byggma group gehörende Firma Huntonit AS, ehemals Norsk Wallboard AS, liefert weiterhin ein großes Sortiment an Holzprodukten für die Bauindustrie (z. B. Feuchtraumpaneele, Arbeitsplatten, Fußböden, Holzträger, MDF-Platten) und ist 2022 der größte Arbeitgeber. 2019 waren je 11 % der Arbeitsplätze der Land- und Forstwirtschaft (Milch, Geflügelzucht) bzw. der Industrie sowie 28 % dem Baugewerbe einschließlich Wasser- und Stromversorgung zuzurechnen. Nach wie stellt die holzverarbeitende Industrie (einschließlich Möbelindustrie) 41 % der Industriearbeitsplätze der Gemeinde. 28 % entfallen auf den Metallbereich, zu der auch die Firma Reber Schindler Heis AS, Norwegens wichtigster Hersteller von Fahrstühlen und Rolltreppen, gehört. Es folgt die chemische und pharmazeutische Industrie (u. a. Norgesplaster AS) mit 14 %. Die Aluminiumschmelze Vigeland Metal Refinery AS allein sorgt für weitere 5 % der Industriearbeitsplätze. In vier Wasserkraftwerken mit einer Gesamtleistung von 161 Megawatt werden durchschnittlich 870 Gigawattstunden pro Jahr produziert. 2015 erfolgt in Øvrebø im Westen der Gemeinde der Spatenstich für ein neues Rechenzentrum.
Viele Einwohner Venneslas pendeln zum Arbeiten in andere Gemeinden. Im Jahr 2021 arbeiteten von rund 7400 Arbeitstätigen nur etwa 3100 in Vennesla selbst, während über 3300 Personen in die Nachbarkommune Kristiansand pendelten.

### Tourismus

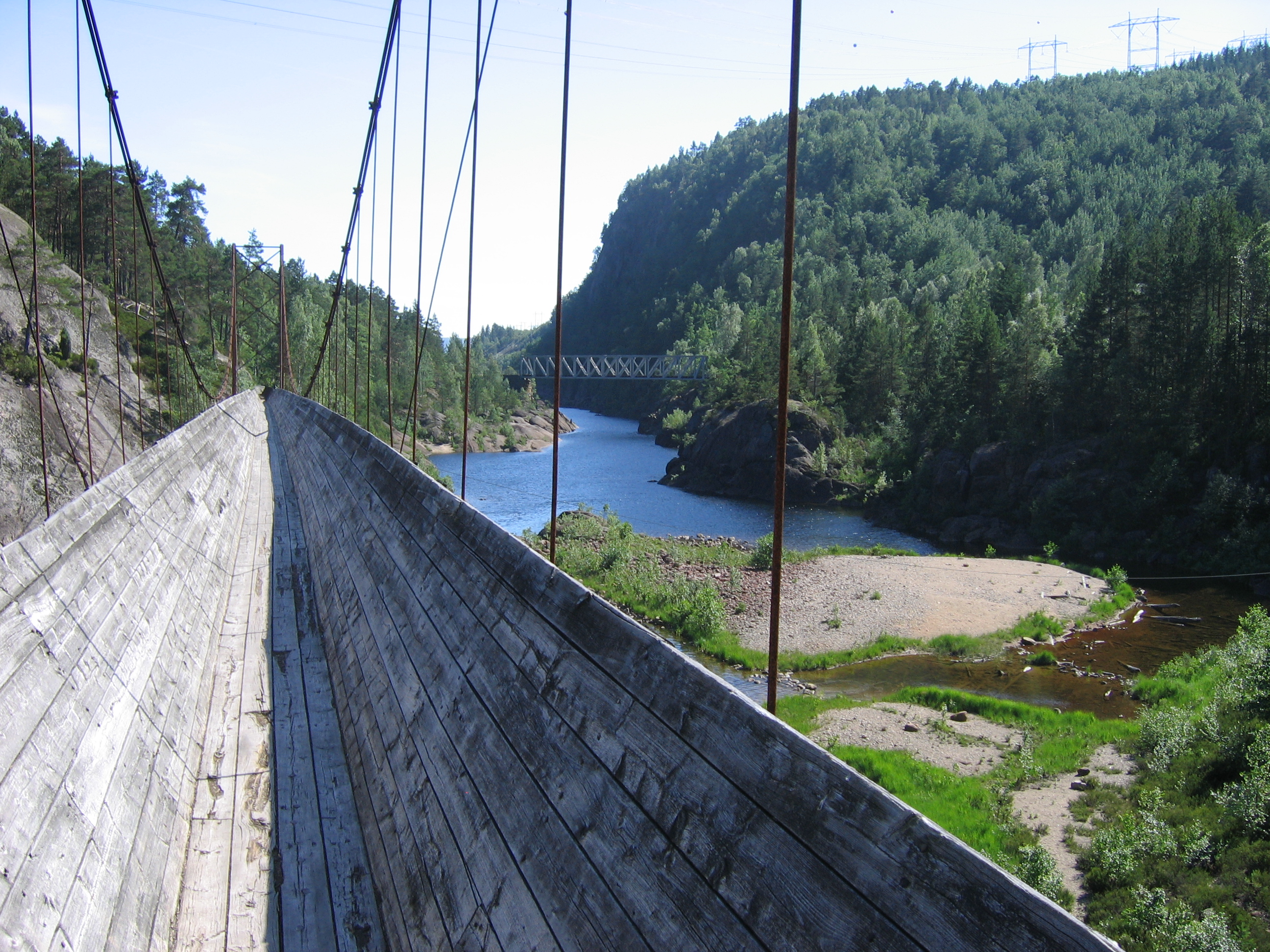
Holzrutschenbrücke

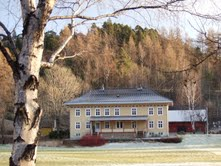
Außenansicht Vigeland Hovedgård

Größte Attraktion ist die Setesdalsbane, eine der wenigen Museumsbahnen Norwegens, im gleichen Tal befindet sich auch die längste noch erhaltene Holzrutsche Norwegens mit zwei Hängebrücken und einem Tunnel. Wandern, Radfahren, Angeln, Schwimmen, Kanufahren und Bungeespringen sind weitere Möglichkeiten der Freizeitbeschäftigung.
Der denkmalgeschützte Vigeland Hovedgård aus dem Jahr 1847 beherbergt ein Zentrum für Kunst und Kunsthandwerk, in Drivenes gibt es das Bommen Elvemuseum, ein Wohnhaus aus dem 17. Jahrhundert mit Schmiede. Insgesamt fünf Naturschutzgebiete liegen auf dem Gemeindegebiet.

### Verkehr

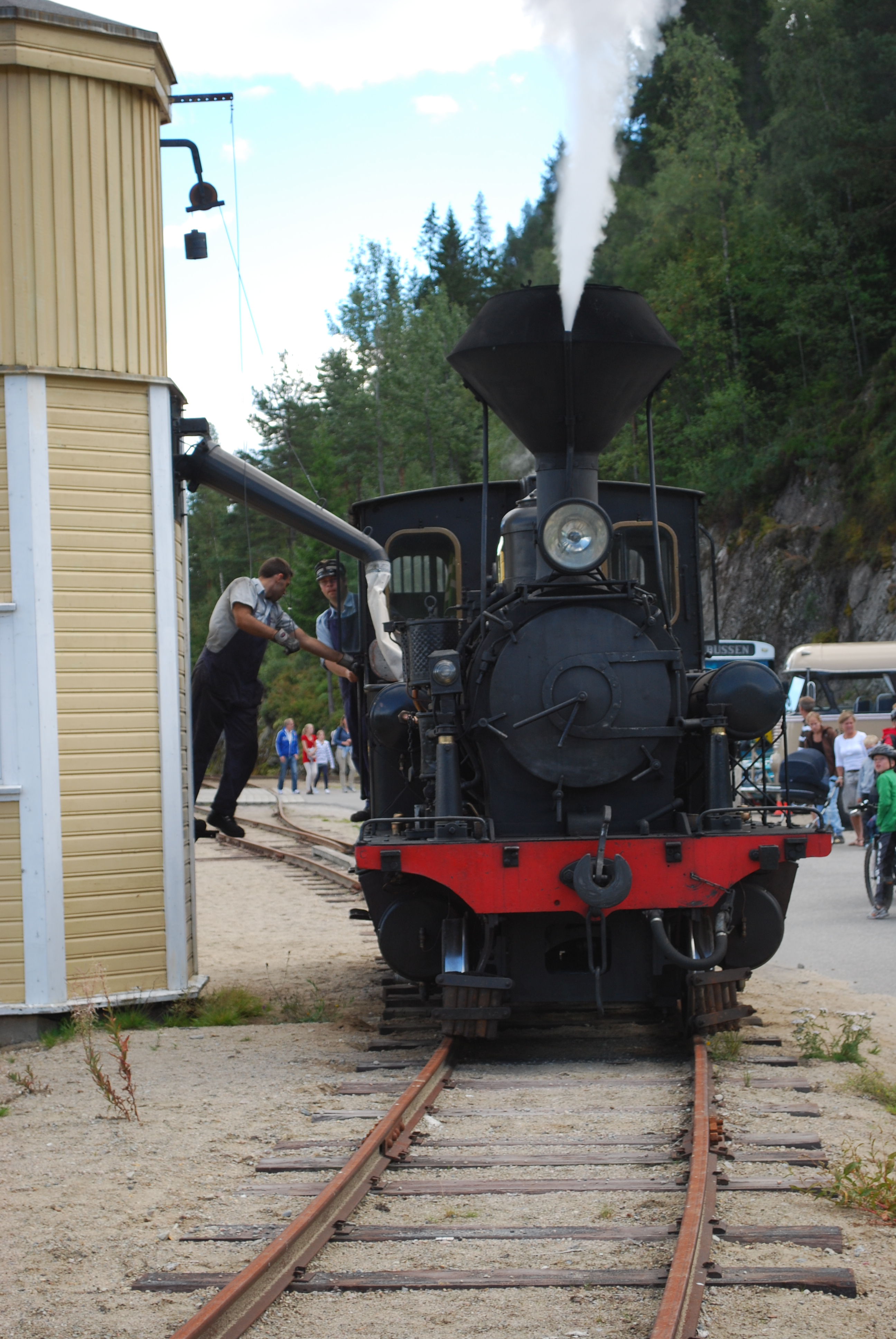
Dampflok der Setesdalsbane beim Wasserfassen in Røyknes

Durch den Osten des Gemeindeareals führt die Bahnlinie Sørlandsbanen, die in Vennesla einen auch für den Personenverkehr genutzten Bahnhof sowie in Grovane einen Betriebsbahnhof hat. Im letzteren zweigt die kapspurige Setesdalsbanen nach Nordwesten nach Byglandsfjord ab, die seit der Stilllegung des größeren Teils 1962 eine 8 km lange Touristenattraktion bis zum ebenfalls auf Gemeindegebiet liegenden Endbahnhof Røyknes ist.
Der Riksvei 9 (Setesdalsveien) führt im Westen des Gemeindeareals von Kristiansand nach Norden in Richtung Evje. Im Osten verbindet der ebenfalls in Nord-Süd-Richtung verlaufende Fylkesvei 405 den Westen der Gemeinde Birkeland und den Osten Ivelands über den Ort Vennesla mit dem bereits zur Gemeinde Kristiansand gehörenden Mosby, wo der Riksvei 9 erreicht wird. Den Hauptort verlassen sowohl der Fylkesvei 453 in Richtung Südosten (für eine Anbindung an den Flughafen Kristiansand) sowie die Europastraße 18 (E18) als auch der Fylkesvei 454 nach Westen. Letzterer stellt die Verbindung mit dem Westteil der Gemeinde, dem Riksvei 9 und dem Nordwestteil der Gemeinde Kristiansand her. Ab Samkom nördlich des Hauptortes verläuft in Richtung Nordwest der Fylkesvei 403, er dient der Verbindung mit dem Westteil der Gemeinde Iveland.

## Name und Wappen
Das seit 1971 offizielle Wappen der Kommune zeigt in Gold auf rotem Grund sechs stilisierte Bäume (links oben), drei Wellen (von links unten nach rechts oben verlaufen) und zwei Zahnräder (rechts unten). Damit verweist das Wappen auf die Forstwirtschaft, den Fluss Otra und die Industrie. Die goldene Krone über dem eigentlichen Wappenschild symbolisiert den 1964 erfolgten Zusammenschluss mit den Gemeinden Hægeland und Øvrebø.
Der Gemeindename wird auf den altnordischen Begriff Vendilslá, von vendill („kleiner, weicher Zweig“) und lá („Sumpfwasser“) zurückgeführt und könnte sich auf den gekrümmten, von der Otra durchflossenen Venneslafjord beziehen.

## Persönlichkeiten
- Kari Henriksen (* 1955), Politikerin